# 熊本市立日吉小学校
熊本市立日吉小学校（くまもとしりつ ひよししょうがっこう）は、熊本県熊本市南区近見一丁目にある公立小学校。

## 沿革
- 1887年（明治20年） - 高江小学校、近見小学校が合併し高江尋常小学校開校
- 1889年（明治22年） - 日吉尋常小学校と改称
- 1892年（明治25年） - 十禅寺に日吉北部尋常小学校新設。本校は日吉南部尋常小学校と改称
- 1897年（明治30年） - 両校が合併し日吉尋常小学校と改称
- 1941年（昭和16年） - 熊本市立日吉国民学校と改称
- 1947年（昭和22年） - 熊本市立日吉小学校と改称
- 1995年（平成7年） - 熊本市立日吉東小学校を分離

## 委員会
- 計画委員会
- 音楽委員会
- 図書委員会
- 生活委員会
- 体育委員会
- 給食委員会
- 視聴覚委員会
- 保健委員会
- 環境委員会
- ISO委員会

## クラブ活動

### 運動部
- 野球部
- サッカー部
- バレー部
- バスケ部

### 文化部
- 器楽部

## 著名な出身者
- 坂口恭平 - 建築家、作家
- 上田晋也 - お笑いタレント、司会者（くりぃむしちゅー）
- 上田啓介 - ローカルタレント
- 山口翔 - プロ野球選手